# Discocytis canadensis
Discocytis canadensis är en mossdjursart som beskrevs av Charles Henry O'Donoghue 1926. Discocytis canadensis ingår i släktet Discocytis och familjen Cytididae. Inga underarter finns listade i Catalogue of Life.